# Didier Derlich
 (novembre 2017).
Si vous disposez d'ouvrages ou d'articles de référence ou si vous connaissez des sites web de qualité traitant du thème abordé ici, merci de compléter l'article en donnant les références utiles à sa vérifiabilité et en les liant à la section « Notes et références ».
Didier Derlich, né le 22 avril 1965 à Moulins (Allier) et mort le 4 août 2000 à Neuilly-sur-Seine (Hauts-de-Seine), est un astrologue et voyant médiatique des années 1990.

## Biographie
Révélé au milieu des années 1980 par Guy Lux qui l'avait invité sur le plateau de C'est aujourd'hui demain (programme diffusé alors sur FR3 et qui traitait du paranormal), Didier Derlich va vite devenir médiatique et être l'astrologue de référence des émissions de Sacrée Soirée animées par Jean-Pierre Foucault sur TF1.
Sa carrière alors en pleine ascension connaîtra un moment sombre qui portera  gravement préjudice à sa réputation. Le 30 mars 1989, lors de son émission Média Médium sur RTL, Sylvie Ferton, une mère désemparée, lui demande des nouvelles de Loïc, son garçon de 2 ans disparu quelques jours plus tôt. Didier Derlich tente de la rassurer et laisse entendre que son enfant serait vivant.
Dans l'après-midi même, on retrouvera le corps sans vie du garçon qui s'était noyé accidentellement. Dès le lendemain, l'émission de Didier Derlich est suspendue.
Sommé de s'expliquer devant la mère sur sa fausse prédiction, le voyant avancera une réponse maladroite et embarrassée, arguant le fait qu'il ne pouvait dire la vérité de but en blanc et qu'il lui avait suggéré l'issue fatale de manière masquée.
Une partie de l'opinion publique lui reprochera son incapacité à prédire l'avenir comme il le prétendait mais aussi à se tromper[pas clair] sur l'état physique de personnes chères et en particulier de l'enfant de cette mère. Le fait d'avoir laissé penser que le garçon était vivant alors que ce n'était pas le cas lui[Qui ?] était insoutenable.
Cet épisode lui fera perdre une partie de son public et s'éloigner momentanément une autre. Il anime ensuite une nouvelle émission, intitulée Intuitions.
En octobre 1995, il avait révélé sa séropositivité à l'antenne de RTL, où il animait une émission quotidienne en plus de l'horoscope matinal. Dans Le vivre pour le croire, un journal intime qu'il publie en 1997 (Éd. Hachette), il explique comment il apprend sa séropositivité en 1991, et évoque sa « descente aux enfers », son « terrible fardeau », son « énorme galère », son infinie solitude de vedette à la vie affective vide.
Malgré sa maladie, Didier Derlich continuera à intervenir sur les plateaux de télévision. Chaque semaine il va donner l'horoscope des 12 signes du zodiaque dans l'émission de Jean-Pierre Foucault, Sacrée Soirée et on le verra même participer en tant que candidat à Fort Boyard en 1996 où son équipe a gagné la somme de 148 890 F (soit 22 698 €) pour une association qui lutte contre le virus du SIDA.
Il meurt le 4 août 2000, à 17 h, à l'Hôpital américain de Paris mais l'établissement n'annonce sa mort que le lendemain après midi, alors que le corps est transporté dans l'Allier.
Sa tombe se trouve dans le cimetière de la rue de Paris à Moulins.

## Publications
- Intuitions, collection « J'ai Lu » (L'Aventure mystérieuse no 3334) ;
- Le Derlich des tarots, Hachette ;
- Un médium avec vous ;
- Séductions (Poche) ;
- Le vivre pour le croire, Hachette, 1997, 194 p.  (ISBN 2863918052)  (ISBN 9782863918050)
- Tendance Zen , Hachette